# HD 30562
HD 30562 — звезда в созвездии Эридана на расстоянии около 86 световых лет от нас. Вокруг звезды обращается, как минимум, одна планета.

## Характеристики
HD 30562 представляет собой звезду класса F главной последовательности, которая крупнее и ярче Солнца. Её диаметр и масса равны 1,6 и 1,2 солнечных соответственно. По яркости она превосходит Солнце в 2,8 раза. Звезда достаточно быстро вращается вокруг своей оси: со скоростью 4,9 км/с.

## Планетная система
В 2009 году командой астрономов было объявлено об открытии планеты HD 30562 b. Она представляет собой газовый гигант с массой, близкой к массе Юпитера. Она обращается по сильно вытянутой эллиптической орбите на среднем расстоянии 2,3 а. е. от родительской звезды. Благодаря такой орбите смена сезонов на HD 30562 b должна быть ярко выраженной. Зимой, находясь на значительном отдалении от родительской звезды, температура атмосферы сильно падает, и планета приобретает синий оттенок (что можно наблюдать у Нептуна). Когда же она приближается к звезде, и наступает лето, атмосфера нагревается, раскрашивая планету в оранжевые и красные цвета.